# Poletje v školjki
Poletje v školjki je slovenski mladinski film iz leta 1986.  
Scenarij je bil napisan po knjigi Ime mi je Tomaž pisatelja Vitana Mala iz 1972. Glasbo za film je napisal Jani Golob, besedila pa Milan Jesih. Pesmi izvajajo skupina Black & White in studijski ansambel. Naslovna skladba filma je Prisluhni školjki.
Filmski računalnik Vedi je upodobil osebni računalnik Triglav podjetja Iskra Delta.
Film je bil po podatkih Viba filma najbolj gledan slovenski film leta 1986, saj ga je videlo 116.546 gledalcev. Ob filmu je izšel istoimenski fotostrip.
Leta 1988 je bilo izdano filmsko nadaljevanje Poletje v školjki 2, ki se dogaja v Ljubljani.

### Zgodba
Zgodba se odvija sredi poletja v Piranu in Portorožu.
Mladi Tomaž je otrok ločenih staršev in živi v Piranu z mamo, ki mu ne posveča dovolj pozornosti. Njegov najboljši prijatelj je Filip, stari ribič Luka pa je edina odrasla oseba, ki razume Tomaža in njegove probleme. Tomaž se zaljubi v Mileno, ki je prišla v Piran nastopat s plesno skupino. Tomaž s prijatelji ušpiči marsikatero neumnost, pomembno pa je tudi rivalstvo med skupinama najstnikov iz Pirana in Portoroža. Obe skupini se združita v odkrivanju, kdo iz školjčišč pri Sečoveljskih solinah krade školjke. S pomočjo tomaževega računalnika Vedija ugotovijo, da so storilci trije motoristi, ki jih uspešno onemogočijo in jim dokažejo krivdo. Tomaž z materjo se mora na koncu nerad preseliti k očetu v Ljubljano.

## Produkcija
Avdicije za fante, stare med 10 in 13 let, in dekleta, stara med 11 in 13 let, so potekale 15. in 16. maja 1985 na Viba filmu. Po besedah Vitana Mala je prišlo 20.000 kandidatov, izmed katerih so jih izbrali 100, od teh pa 10.
Honorar Kaje Štiglic je bil 7 milijonov (starih) dinarjev (70.000 din / cca. 1050 eur v letu 2020), Davida Sluge pa 9 milijonov (starih) dinarjev (90.000 din / okoli 1400 eur v letu 2020).
Snemanje je potekalo v Piranu od 15. julija do konca avgusta 1985. Med lokacijami snemanja so bili Trg 1. maja in Sečoveljske soline.
Uvodni kader je bil posnet med preletom južnega dela sečoveljskih solin, imenovanega Fontanigge, ki je bil takrat opuščen že 16 let.
Filmski plakat je oblikoval Egon Bavčer.

## Kritike
Stanka Godnič (Delo) je film primerjala z umetnimi biseri Mikimotove industrije. Zdel se ji je umetelen in površinsko sestavljen. Ni razumela, zakaj otroci lovijo tatove parih navezov školjk in pri tem žrtvujejo Vedija, ki naj bi bil gibalo filma za računalniško vzgajane otroke. Računalnik je bil po njenem mnenju naravnost diletantsko izrabljen kot dramaturška prvina in »presneto« slabo prikazan v svojem delovanju. Spraševala se je, če gre za neposrečen poskus avtorjev, da bi povedali, da je čustvovanje vredno več, kot računalniško programiranje. Površni so se ji zdeli tudi kostumi, situacije in dekoracije. Potožila je nad dejstvom, da je malo slovenskih filmov, namenjenih mladim, »mladine pa v »kungfujevskih« kinematografih še pa še«. Menila je, da bi morali po moralni dolžnosti filmu za domače gledalce nameniti vso naklonjenost s sredstvi, časom in strokovnimi sodelavci ter da ne gre kriviti le »ustvarjalcev za vodo, ki se je iztekla iz školjke«.

## Zasedba
- David Sluga kot Tomaž
- Kaja Štiglic kot Milena
- Jure Sotler kot Filip
- Jože Suhadolnik kot motorist
- Zlatko Čauševič kot motorist
- Uroš Rus kot motorist
- Dare Valič kot Tomažev oče
- Marjana Karner kot Tomaževa mama
- Boris Kralj kot Luka
- Majda Potokar kot zdravnica
- Vesna Jevnikar kot medicinska sestra

## Ekipa
- dramaturg: Igor Likar
- fotografija: Rado Likon
- glasba: Jani Golob
- montaža: Jaka Judnič
- scenografija: Mirko Lipužič
- kostumografija: Irena Felicijan
- maska: Anka Vilhar

## Nagrade
- Teden domačega filma 1986: nagrada občinstva - celjski vitez
- glavna nagrada na festivalu v Saint-Malouju v Franciji l. 1986[11]
- glavna nagrada v Szegedinu na Madžarskem l. 1986[11]
- GFF- Giffoni VallePiana-Salerno Film Festival l. 1986 (Italija): Grand Prix za najboljši film[11]
- Dnevi otroškega filma Čongradske županije 1988: nagrada žirije

## Izdaje na nosilcih
- Poletje v školjki. videokaseta. Ljubljana : Andromeda (COBISS)
- Poletje v školjki. videokaseta. Ljubljana : Andromeda, 1996 (COBISS)
- Poletje v školjki. videokaseta. Ljubljana : Andromeda, 1996 (COBISS)
- Poletje v školjki. video DVD. Ljubljana : Andromeda, 1996 (COBISS)
- Poletje v školjki. video DVD. Ljubljana : Ljubljana : Filmski sklad Republike Slovenije, 2010. zbirka Štirje filmi za mlade in najmlajše iz brezčasnega arhiva slovenskih filmov (COBISS)